# Aphanogmus dorsalis
Aphanogmus dorsalis är en stekelart som beskrevs av Whittaker 1930. Aphanogmus dorsalis ingår i släktet Aphanogmus och familjen pysslingsteklar. Inga underarter finns listade i Catalogue of Life.